# منطقه نمونه گردشگری گوردیم
منطقه نمونه گردشگری گوردیم یک منطقه گردشگری ساحلی که بندر گوردیم بخش کهیر شهرستان کنارک در استان سیستان و بلوچستان  واقع شده است.
منطقه نمونه گردشگری گوریدم در کنارک همجوار آب های اقیانوسی مکران در نوع خود در غرب آسیا و خاورمیانه منحصر به فرد است و با سرمایه‌گذاری بیش از ۵۰ هزار میلیارد ریالی در زمینی به مساحت ۲۶۴ هکتار و حجم اشتغال‌زایی بیش از یک هزار نفر اجرا خواهد شد.
طبق برآورد انجام شده این ابر طرح در مدت پنج سال به بهره‌برداری خواهد رسید.
مدیرکل میراث فرهنگی، گردشگری و صنایع دستی سیستان و بلوچستان افزود: بخش های اصلی این طرح شامل هتل پنج ستاره با ظرفیت حدود ۹۰۰ اتاق و یک‌هزار و ۵۰۰ تخت، بزرگترین پیست گلف کشور، بزرگترین پارک صنایع دستی ایران، پارک آبی و تم پارک‌ها و فضاهای گلخانه‌ای و بوتیک پارک‌ها که در طراحی و بهره برداری طرح قرار است سختگیرانه ترین استانداردهای کیفیت خدمات رعایت شود و جزو طرح های پیشرو گردشگری ایران در زمینه هوشمند سازی است.